# Еваро (Монтана)
Еваро (енгл. Evaro) насељено је место без административног статуса у америчкој савезној држави Монтана.

## Демографија
По попису из 2010. године број становника је 322, што је 7 (-2,1%) становника мање него 2000. године.
| Група             | 2000.       | 2010.       |
| Белци             | 152 (46,2%) | 138 (42,9%) |
| Афроамериканци    | 0 (0,0%)    | 1 (0,3%)    |
| Азијати           | 0 (0,0%)    | 2 (0,6%)    |
| Хиспаноамериканци | 33 (10,0%)  | 19 (5,9%)   |
| Укупно            | 329         | 322         |